# La Guerra del Salitre (novela)
La guerra del salitre es una novela histórica escrita por el periodista peruano Guillermo Thorndike en 1977. 

## Descripción general
La obra está compuesta por cuatro volúmenes en los que se relatan los hechos políticos, sociales, económicos y bélicos acontecidos en el Perú tras la declaratoria de guerra de Chile el 5 de abril de 1879. Los acontecimientos descritos así como los personajes mencionados se encuentran estrictamente basados en hechos reales, no limitándose la narrativa a descripciones de acciones bélicas. También conocida como guerra del Pacífico.

## Descripción de los volúmenes
Los volúmenes que componen esta tetralogía son:

### Volumen 1:1879
En este volumen se describe la situación que se vivía en Lima al tenerse conocimiento de la declaratoria de guerra efectuada por Chile, prosigue luego con los aprestos bélicos de la Marina de Guerra peruana antes de salir de campaña al sur y los primeros encuentros con la flota chilena en Chipana, Iquique y Punta Gruesa, prosiguen luego las correrías del Huascar y las primeras incursiones de la escuadra chilena en puertos peruanos, y los 6 meses que el binomio Grau-Huascar detuvo la invasión al sur peruano hasta su derrota en el desigual combate de Angamos.

### Volumen 2:El viaje de Prado
Este volumen se inicia con la invasión chilena en Pisagua, puerto que fue bombardeado y tomado el 2 de noviembre de 1879, siguiendo luego la campaña de Tarapacá en la que también participaron las fuerzas bolivianas al mando del presidente de esa país Hilarión Daza quien con su traición provocó la derrota de los aliados en San Francisco y fue depuesto por sus tropas en Tacna poco después. La obra culmina con la retirada peruana a Arica, tras la victoriosa batalla de Tarapacá y la decisión del presidente Mariano Ignacio Prado de viajar al extranjero para acelerar la compra de armas y nuevos blindados lo que es aprovechado por Nicolás de Piérola para realizar un golpe de Estado. Thorndike se suma a historiadores como Jorge Basadre y Mariano Felipe Paz-Soldán en la defensa de Prado frente a las calumnias de Piérola y la prensa de la época de haber fugado con dineros del erario público.

### Volumen 3:Vienen los chilenos
Este volumen se inicia en el año 1880, en el cuartel general de la Alianza en Tacna, mientras las fuerzas chilenas preparan una segunda invasión a los departamentos de Moquegua, Arica y Tacna cuyas costas bloquea su escuadra, Pierola en Lima omite deliberadamente enviar refuerzos militares a los aislados aliados en Tacna, el coronel Recabarren es puesto bajo arresto por los jefes pierolistas en Arequipa al haber tratado de movilizar el segundo ejército del sur, el desembarco chileno en Ite y las acciones de Los Angeles, Locumba, Buena Vista y Tacna  son referidas en este volumen cuyo epílogo es la batalla de Arica y el sacrificio de Bolognesi, Ugarte y demás defensores.

### Volumen 4:La batalla de Lima
En este último volumen se describen los preparativos para la defensa de la capital peruana ante el inminente ataque chileno, la movilización de los reservistas, los trabajos de defensa, los errores cometidos por Piérola y las sangrientas batallas de San Juan y Miraflores, comprendiendo también el saqueo y destrucción de Chorrillos. Culmina con la marcha del coronel Andrés Cáceres a la sierra central tras reponerse de la herida sufrida en Miraflores para reorganizar la resistencia frente a las ahora fuerzas de ocupación chilenas.